# Tromatobia variabilis
Tromatobia variabilis là một loài tò vò trong họ Ichneumonidae.